# سينيشا ستانكوفيتش
سينيشا ستانكوفيتش هو مفوض سياسي وعالم أحياء وسياسي صربي، ولد في 26 مارس 1892 في زاييتشار في صربيا، وتوفي في 24 فبراير 1974 في بلغراد في صربيا. نشط حزبياً في رابطة شيوعيي يوغوسلافيا. وقد انتخب رئيس صربيا.